# Notre-Dame du Try-au-Chêne
La statue de Notre-Dame du Try-au-Chêne est  une statue de Vierge à l'Enfant en chêne polychrome conservée dans l'église Saint-Barthélemy de Bousval, village dépendant de la ville belge de Genappe située dans la province du Brabant wallon.

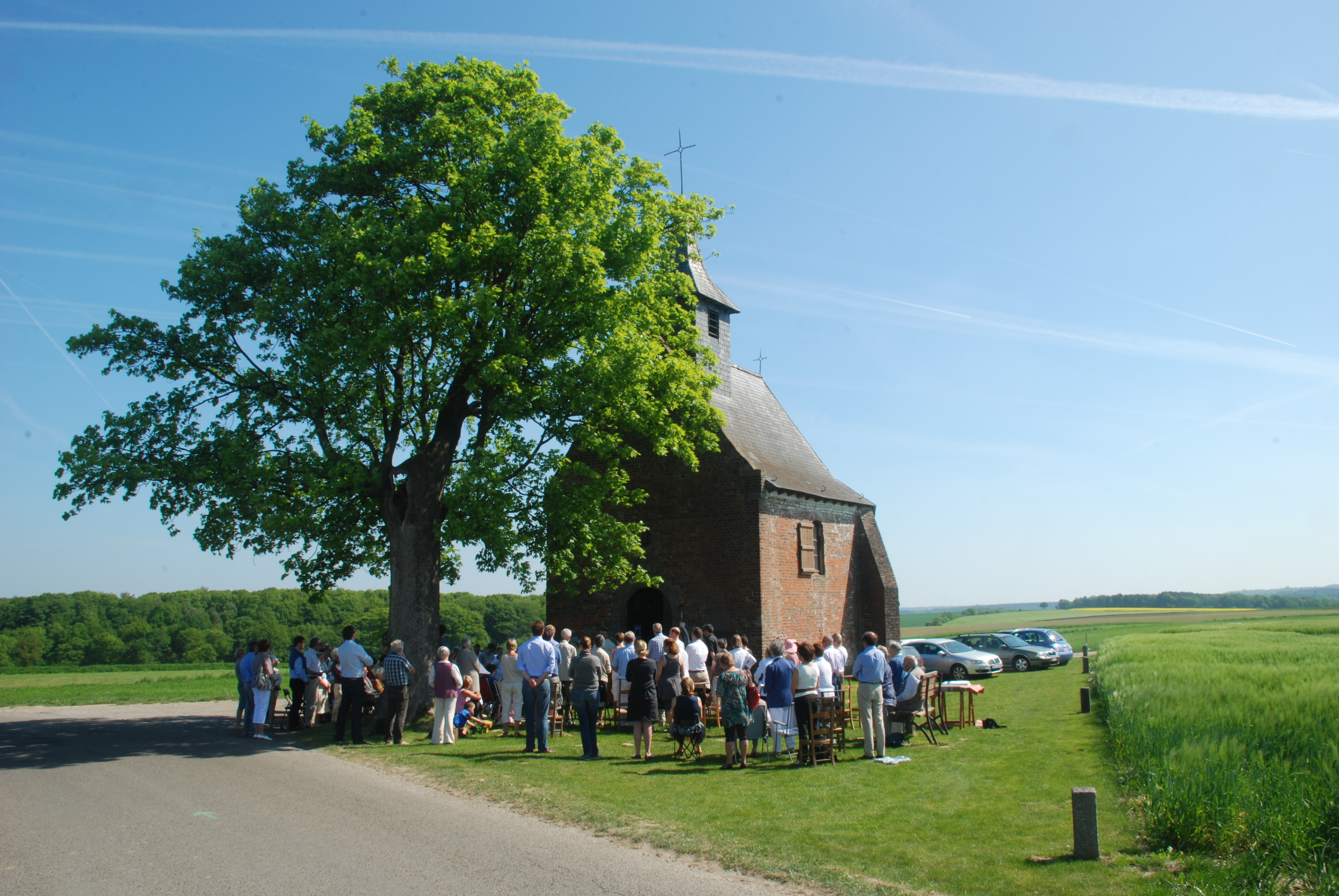
Messe en plein air
devant la chapelle du Try-au-Chêne.

## Historique
La Vierge vénérée sous le vocable de Notre-Dame du Try-au-Chêne est une œuvre malinoise du début du XVIIe siècle qui fut commandée par le capitaine Thierry Le Jeune, officier brabançon de l'armée de l'archiduc Albert d'Autriche, pour être placée dans la Chapelle du Try-au-Chêne qu'il édifia en 1608 sur le plateau dominant le village de Bousval. 
La statue ornait initialement l'autel en bois construit en 1746 autour de l'autel original en pierre de la Chapelle du Try-au-Chêne mais elle est aujourd'hui conservée dans le chœur de l'église Saint-Barthélemy de Bousval.

## Description
Notre-Dame du Try-au-Chêne est une statue en chêne polychrome. La Vierge porte une robe rouge retenue par une ceinture dorée et est drapée dans un manteau bleu liséré d'or. Elle porte l'Enfant Jésus sur le bras gauche : celui-ci, habillé de rouge, bénit de la main droite et porte un livre dans la main gauche. Dans certaines circonstances, telles la messe dominicale du Tour de Saint Barthélemy, la Vierge et l'Enfant portent une couronne d'argent.

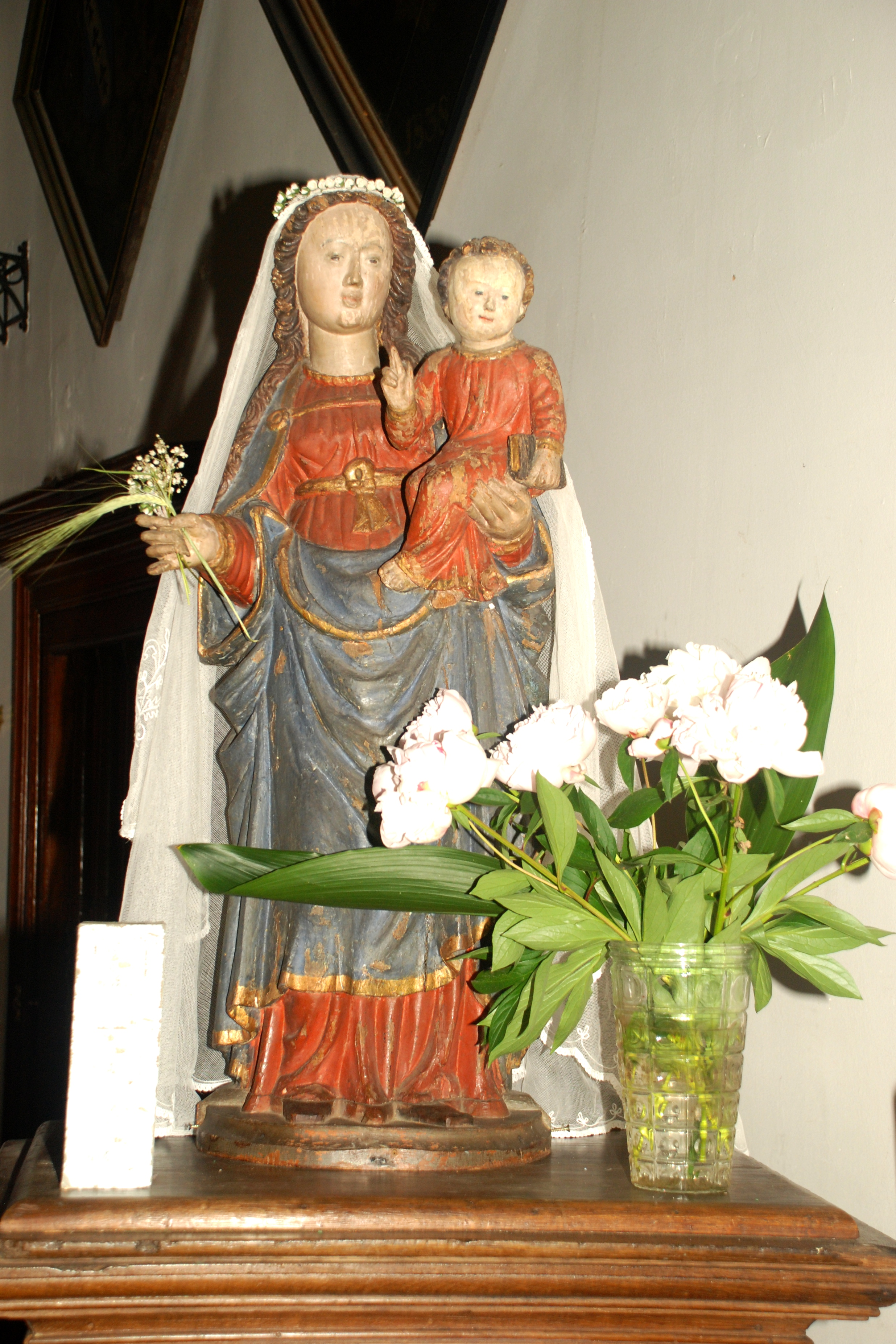
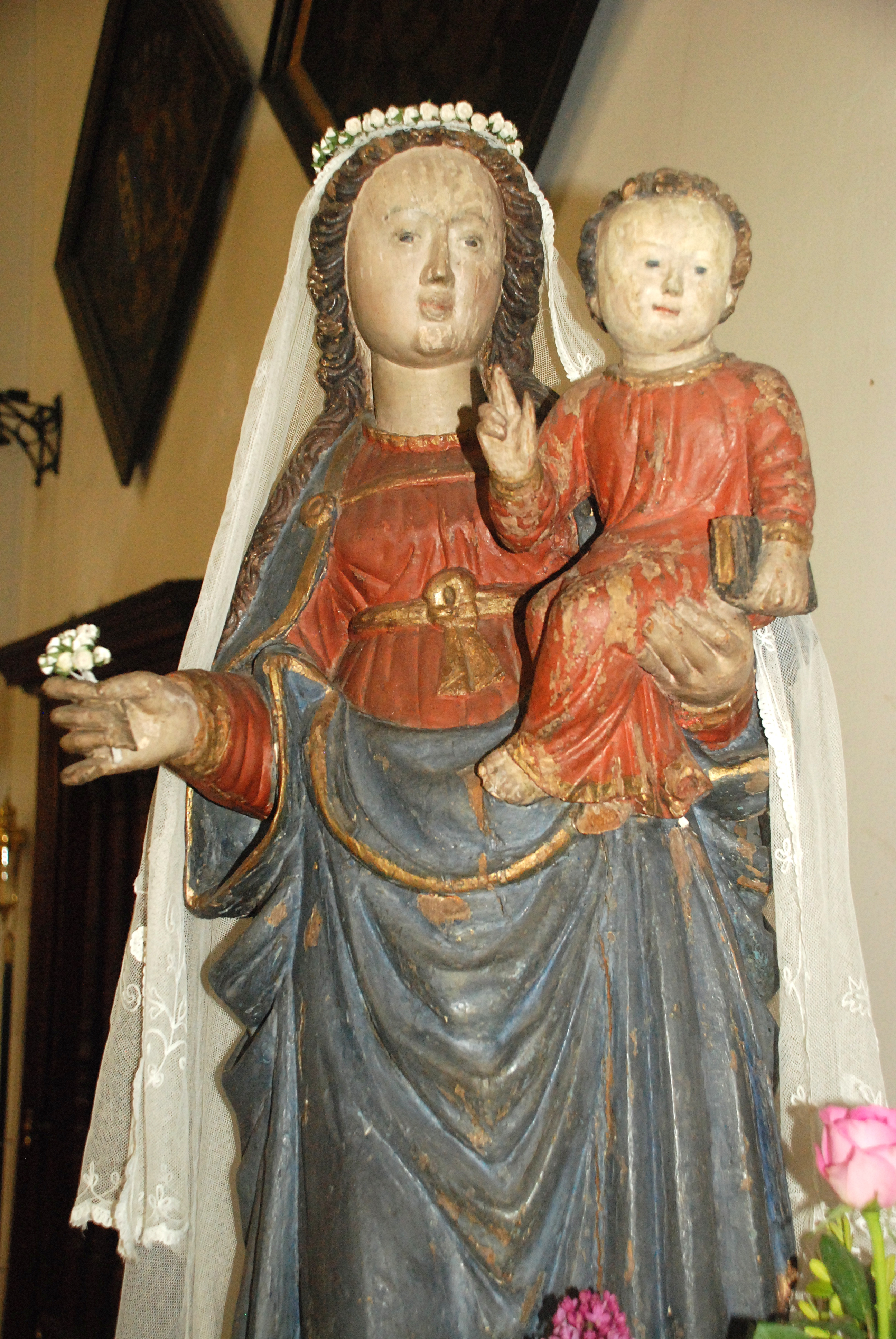
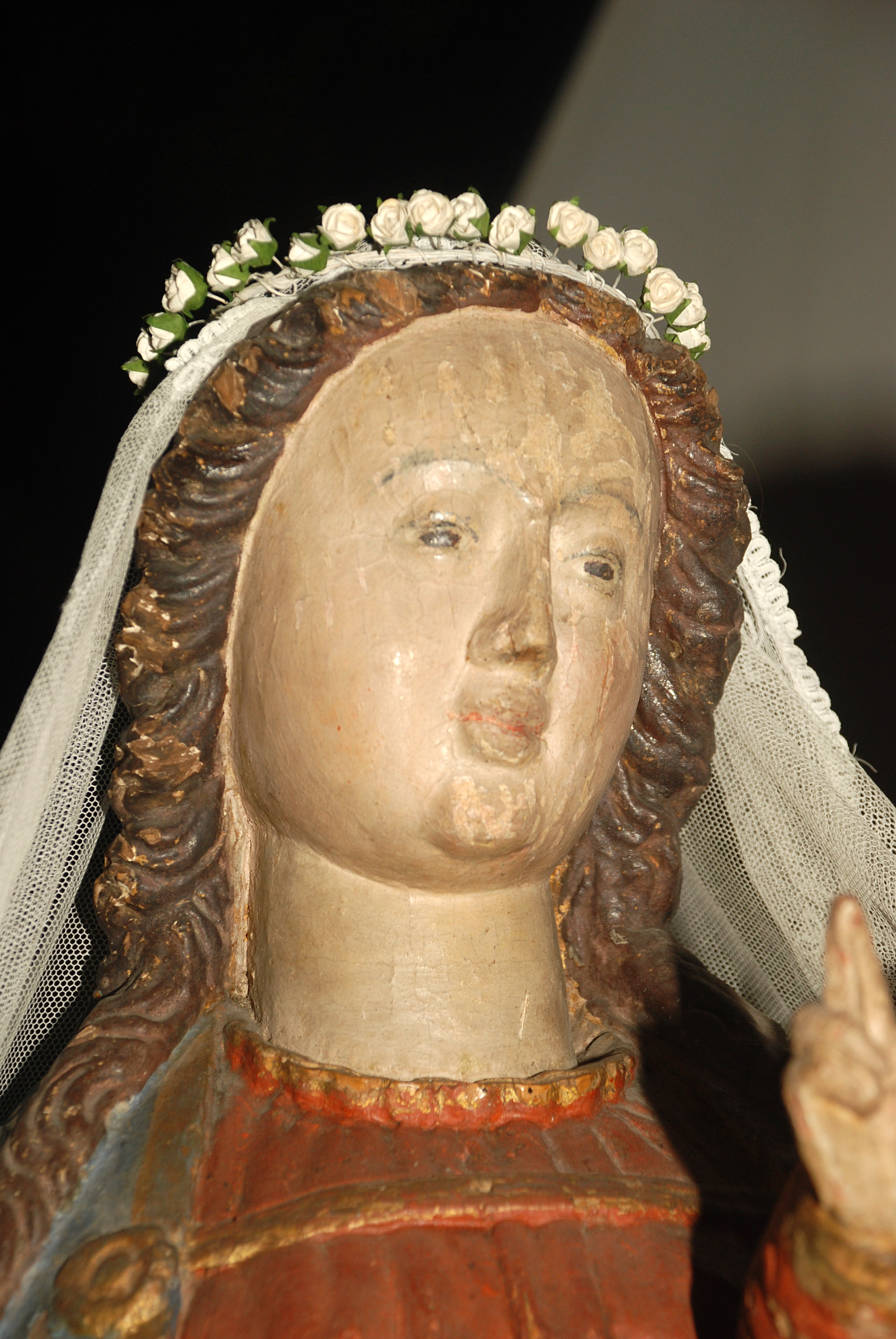

## La procession du lundi de Pentecôte
Notre-Dame du Try-au-Chêne regagne chaque année sa chapelle d'origine lors d'un pèlerinage annuel qui a lieu le lundi de Pentecôte.
Jadis portée par les jeunes filles, elle est aujourd'hui portée en procession par quatre hommes depuis l'église Saint-Barthélemy de Bousval jusqu'à la Chapelle du Try-au-Chêne.
Si le temps le permet, la statue est exposée devant la chapelle et une messe est dite en plein air.
La même statue est portée lors du Tour de Saint Barthélemy à la fin du mois d'août.

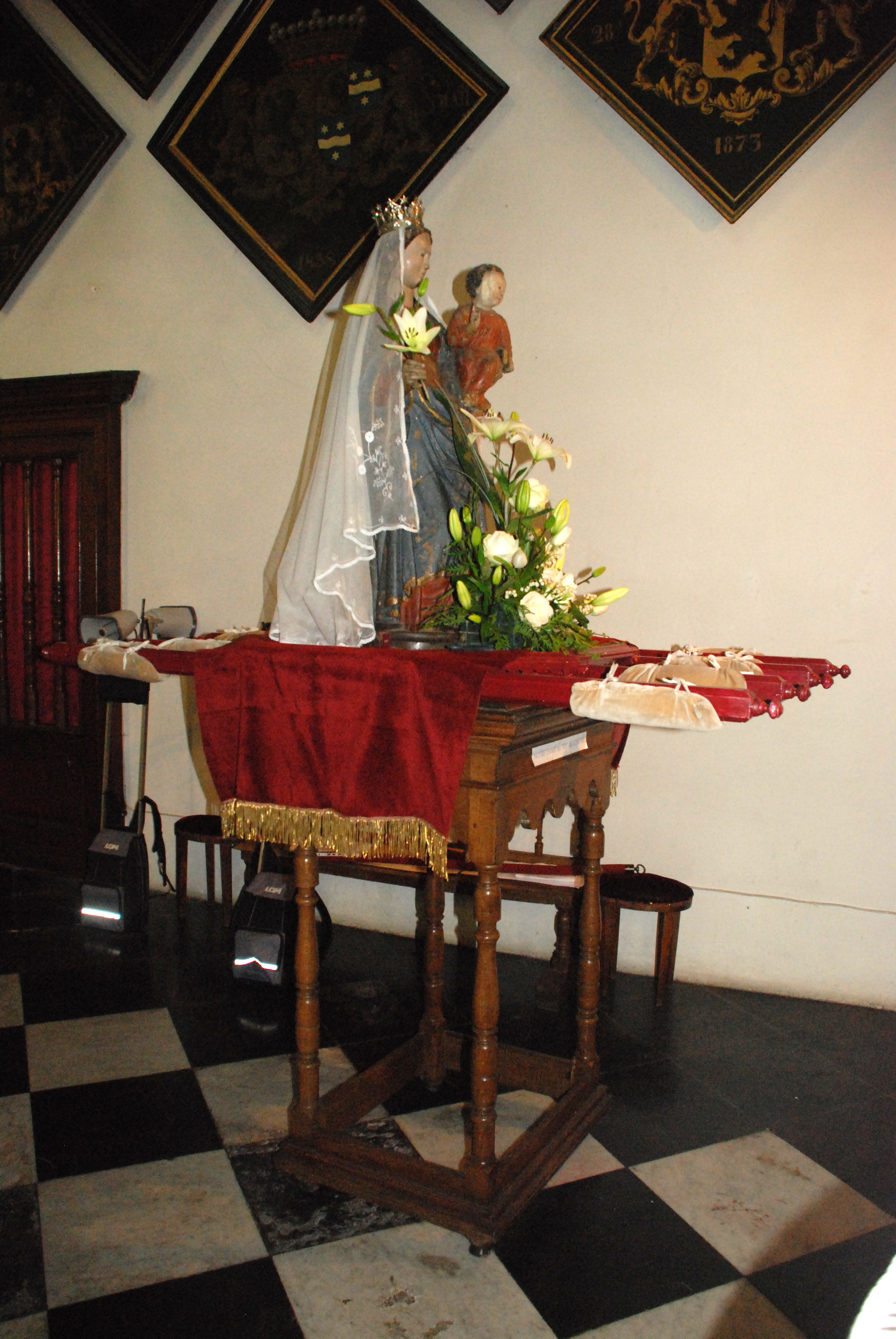
La Vierge prête au départ (2016).
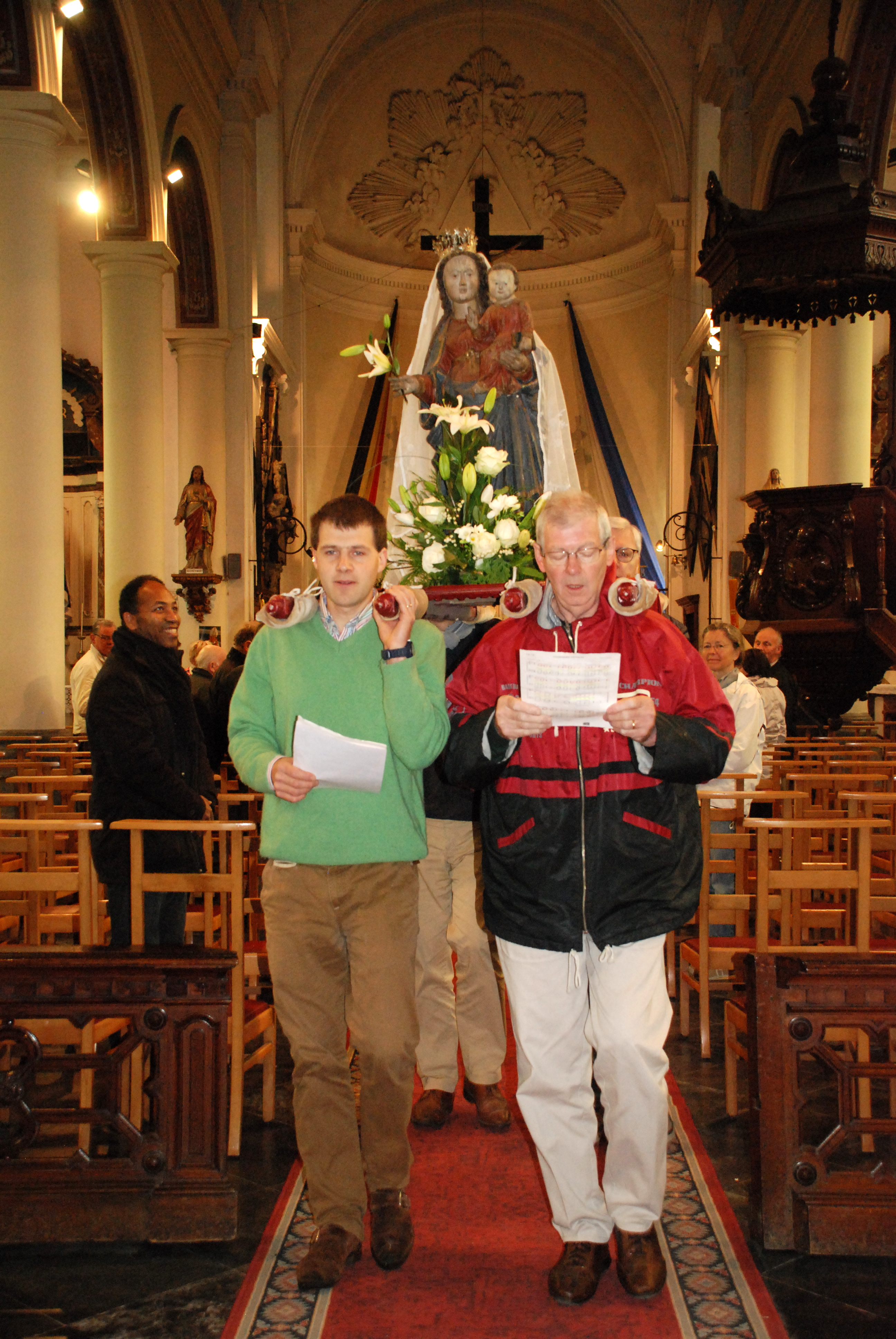
Le départ de l'église (2016).
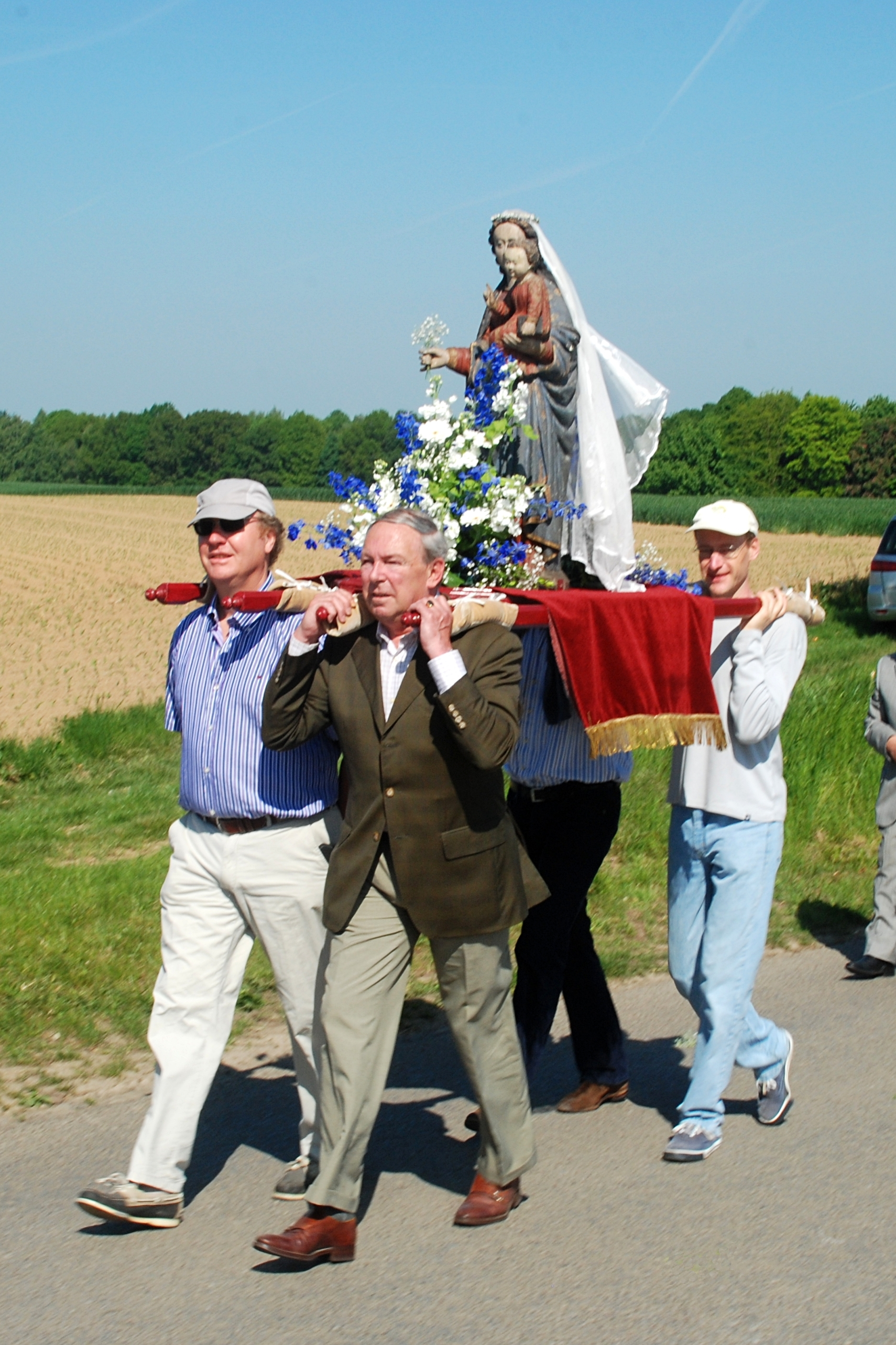
La Vierge portée en procession en 2010.
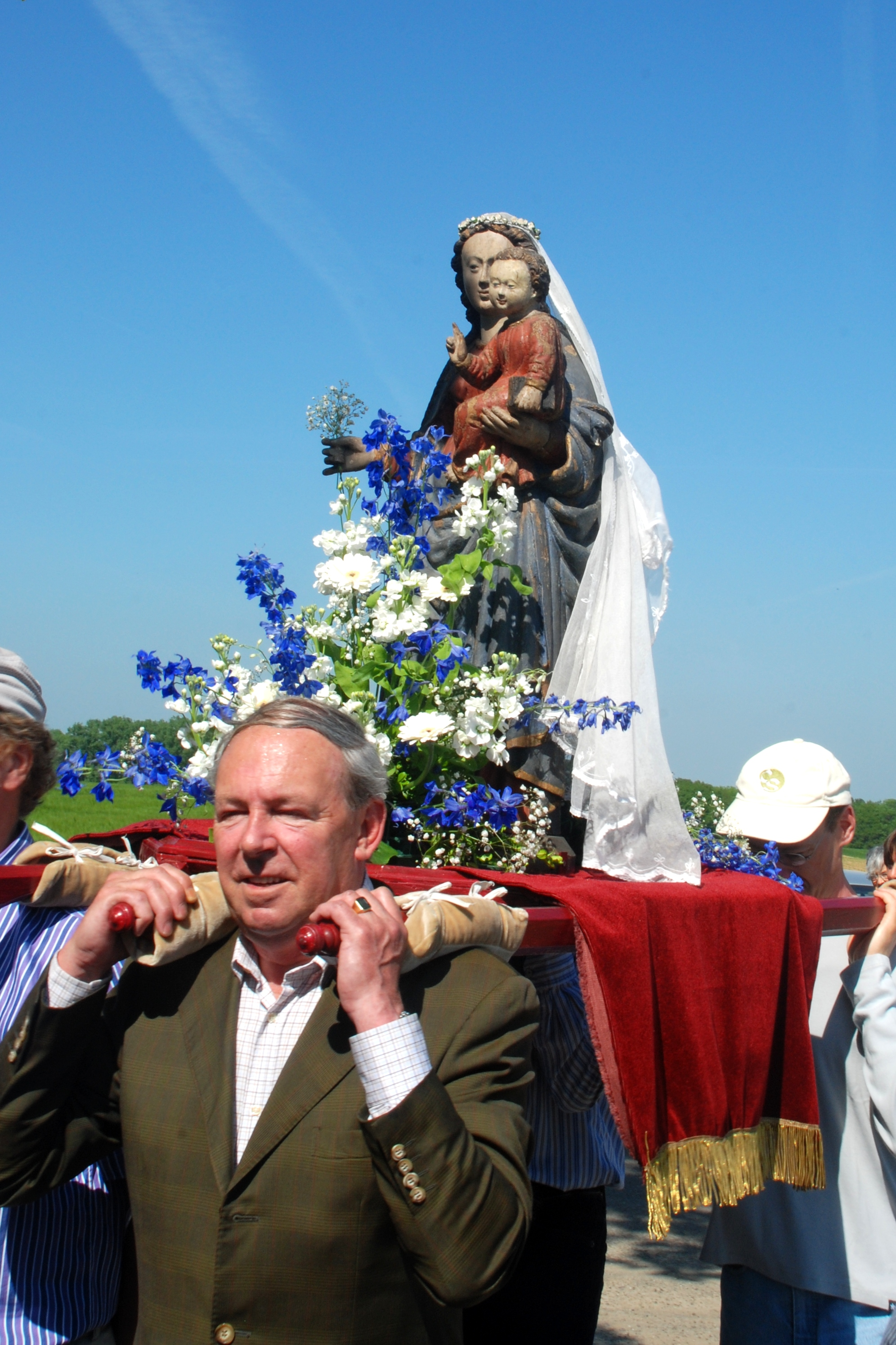
Arrivée de la statue à la chapelle du Try-au-Chêne.